# Piptostigma fugax
Piptostigma fugax är en kirimojaväxtart som beskrevs av Auguste Jean Baptiste Chevalier, John Hutchinson och John McEwan Dalziel. Piptostigma fugax ingår i släktet Piptostigma och familjen kirimojaväxter. IUCN kategoriserar arten globalt som sårbar. Inga underarter finns listade i Catalogue of Life.